# Pierre-Nicolas-Louis Decharme
Pierre-Nicolas-Louis Decharme, francoski general, * 1881, † 1956.